# Tündérmese
A tündérmese olyan mese, ahol tündérek, tündérkirálynő, Tündérország szerepel. Tágabb értelmezésben mágikus vagy varázsmese.

## Tündérmesék Magyarországon
A tündérek népi meseként a magyar kultúrkörben nem jellemzőek. Hasonló varázsmeseként ismert a csodás szépségű, természetfeletti lények "szépasszonyok" amelyek a Csallóközben és Székelyföldön jegyeztek fel. Valamint megemlítendő még a "hattyúlányok" motívuma, amely feltehetőleg görög mítosz eredetű. 
Műmeseként Magyarországon a 19. században kezdett megjelenni. A leghíresebb ilyen a Tündérszép Ilona és Árgyélus királyfi c. mese. 

## Tündérmesék a nyugati kultúrában
Új típusú tündérmesék, a 17–18. sz Franciaországban jelent meg részben írói alkotásként (pl.: Mme D’Aulnoy, Perrault), amelyek aztán gyenge minőségű fordításként terjedtek el hazánkban. 
Az angol fairy tale tündérmese megnevezés a magyar tündérmesénél jóval tágabb fogalom, gyakorlatilag minden klasszikus gyermek mesét magában foglal, függetlenül attól, hogy ténylegesen szerepelnek-e benne tündérek vagy nem.